# Драчёв, Анатолий Николаевич
Анатолий Николаевич Драчёв (род. 20 мая 1954, Москва, СССР) — советский гандболист, российский тренер. Мастер спорта России международного класса. Заслуженный тренер России.

## Карьера
Воспитанник СДЮШОР №1 (Москва).
Был курсантом Московского высшего общевойскового командного училища имени Верховного Совета, позже окончил Санкт-Петербургский университет имени П. Ф. Лесгафта.
Выступал за ЦСКА, с которым 5 раз становился чемпионом СССР.
С 1995 по 2005 тренировал дубль «Чеховских медведей» — «УОР-Чеховские медведи». Занимал должность тренера в сборной России. В этом качестве приводил команду к серебряным медалям на чемпионате мира (1999), серебру на чемпионате Европы (2000), золоту на Олимпийских играх в Сиднее (2000) и бронзе на Олимпийских играх в Афинах (2004)
С 2004 по 2005 год — главный тренер сборной России, с которой занял 8 место на ЧМ-2005.
Затем возглавлял белорусский клуб «БГК им. Мешкова».
Сын — Михаил, двукратный чемпион России по гандболу и гандбольный тренер.

## Достижения
- Чемпион СССР: 1976—1980;
- чемпион Спартакиады Народов СССР (1971);